# Lenvatinibe
Lenvatinibe (nome comercial Lenvima) é um medicamento  anticancerígeno utilizado para o tratamento de certos tipos de câncer de tireóide e, potencialmente, para outros tipos.  Foi desenvolvido pela Eisai Co. e atua como um inibidor de múltiplas quinases como as VEGFR1 , VEGFR2 e VEGFR3 .

## Usos médicos
O lenvatinibe é aprovado (desde 2015) para o tratamento do câncer diferenciado de tireoide local recorrente ou metastático , progressivo e não respondeu ao tratamento com iodo radioativo ( iodo radioativo).
Em maio de 2016, o US FDA aprovou (em combinação com everolimus ) para o tratamento de carcinoma de células renais avançado após uma terapia anti-angiogênica prévia.
No Brasil foi aprovado em 2016 para tratamento de câncer de tireoide papilífero, folicular ou célula de Hürthle.

## Efeitos adversos
Hipertensão arterial (hipertensão arterial) foi o efeito colateral mais comum em estudos (73% dos pacientes, contra 16% no grupo placebo ), seguido por diarréia (67% vs. 17%) e fadiga (67% vs. 35%) .  Outros efeitos colaterais comuns incluíram diminuição do apetite, hipotensão (pressão arterial baixa), trombocitopenia (baixa contagem de plaquetas no sangue), náuseas, dores musculares e ósseas.

## Interações
Como o lenvatinib prolonga moderadamente o tempo do QT , a adição de outros fármacos com esta propriedade pode aumentar o risco de um tipo de ritmo cardíaco anormal, nomeadamente torsades de pointes .  Não são esperadas interações relevantes com inibidores enzimáticos e indutores .

## Farmacologia

### Mecanismo de ação
O lenvatinib atua como um inibidor de múltiplas quinases .  Inibe os três principais receptores do fator de crescimento endotelial vascular VEGFR1, 2 e 3, assim como os receptores de fator de crescimento de fibroblastos (FGFR) 1, 2, 3 e 4, o receptor do fator de crescimento derivado de plaquetas (PDGFR) alfa, c-Kit e o proto-oncogene RET .  Algumas dessas proteínas desempenham papéis nas vias de sinalização cancerígenas.  Acredita-se que a inibição do VEGFR2 seja a principal razão para o efeito colateral mais comum, a hipertensão.

### Farmacocinética
O lenvatinibe é absorvido rapidamente do intestino, alcançando concentrações plasmáticas máximas após uma a quatro horas (três a sete horas se tomado com alimentos).  A biodisponibilidade é estimada em cerca de 85%.  A substância está quase completamente (98-99%) ligada às proteínas plasmáticas , principalmente à albumina .

O lenvatinib é oxidado pelas enzimas do citocromo P450 (CYP) e posteriormente metabolizado nas quinolinonas M2 'e M3' pela aldeído oxidase (AO).

O lenvatinib é metabolizado pela enzima hepática CYP3A4 em desmetil-lenvatinib (M2).  M2 e o próprio lenvatinibe são oxidados pela aldeído oxidase (AO) a substâncias chamadas M2 'e M3', os principais metabólitos nas fezes.  Outro metabólito, também mediado por uma enzima CYP, é o N- óxido M3.  A metabolização não enzimática também ocorre, resultando em um baixo potencial de interações com inibidores e indutores de enzimas.
A meia-vida terminal é de 28 horas, com cerca de dois terços sendo excretados pelas fezes e um quarto pela urina.

## História
Um ensaio clínico de fase I em pacientes com câncer foi realizado em 2006.  Um estudo de fase III tratando pacientes com câncer de tireoide começou em março de 2011.
O lenvatinibe recebeu o status de medicamento órfão para o tratamento de vários tipos de câncer de tireoide que não respondem ao iodo radioativo nos EUA e no Japão em 2012 e na Europa em 2013.
Em fevereiro de 2015, o  FDA aprovou o lenvatinib para o tratamento do câncer de tireoide diferenciado refratário radioativo progressivo.  Em maio de 2015, a Agência Europeia de Medicamentos (EMA) aprovou o medicamento para a mesma indicação.
Em maio de 2016, o FDA aprovou (em combinação com everolimus ) para o tratamento de carcinoma de células renais avançado após uma terapia anti-angiogênica prévia.
Em agosto de 2018, o FDA aprovou o lenvatinib para tratamento de primeira linha de pacientes com carcinoma hepatocelular (HCC) irressecável.